# Dmitri Svatkovski
Dmitri Valerievitch Svatkovski (russe : Дмитрий Валерьевич Сватковский, né le 27 novembre 1971 à Moscou en URSS, est un athlète russe.
Il est champion olympique de pentathlon moderne en 2000 à Sydney et médaillé d'argent aux Jeux olympiques de 1992 à Barcelone sous l'Équipe unifiée.
Il est marié à la gymnaste Oksana Skaldina.